# Elisa Plaisant
Elisa Plaisant (Roma, 20 de marzo de 1981) es una deportista italiana que compitió en natación sincronizada. Ganó tres medallas en el Campeonato Europeo de Natación, en los años 2002 y 2004.

## Palmarés internacional
| Campeonato Europeo | Campeonato Europeo | Campeonato Europeo | Campeonato Europeo |
| Año                | Lugar              | Medalla            | Prueba             |
| ------------------ | ------------------ | ------------------ | ------------------ |
| 2002               | Berlín (Alemania)  | Medalla de bronce  | Equipo             |
| 2004               | Madrid (España)    | Medalla de plata   | Combinación libre  |
| 2004               | Madrid (España)    | Medalla de bronce  | Equipo             |